# Friedrich George Wilhelm von Below
Friedrich George Wilhelm von Below (* 12. Februar 1769; † 26. Februar 1812 in Reblin) war Landrat des Kreises Schlawe.
Er stammte aus der uradligen pommerschen Familie von Below. Sein Vater Gerd Bogislav von Below (1726–1786) war preußischer Oberst und Erbherr auf Peest und Palow. Seine Mutter Friederike Louise war eine geborene von Below aus dem Hause Dänow.
Friedrich George Wilhelm von Below trat 1783 in die preußische Armee ein, die er nach elf Jahren Dienst verließ. Im Jahre 1808 wurde er als Nachfolger von Gabriel Otto von Schmeling zum Landrat des Kreises Schlawe ernannt. In diesem Amt starb er 1812.